# Человек в кубе (театр)
Театр «Человек в кубе» — частный драматический театр в Ростове-на-Дону.

## О театре
Театр был основан в 2005 году в Ростове-на-Дону молодым режиссёром Катериной Рындиной первоначально как школа актёрского мастерства, которая существовала до 2008 года. Первый спектакль «Девочки» (по произведениям Тэффи и Улицкой), созданный на базе курсов, дал толчок к трансформации школы-студии в полноценный театральный коллектив.
В 2010 году театр запустил музыкально-театральный проект КАРАМАЗОВЫ Project — музыкальные спектакли с авторскими песнями, стихами. В 2011 году театр создает проект «Люди рядом» — благотворительный фонд для сбора средств в Хосписы Ростова и Ростовской области. С 2013 года театр активно сотрудничает с Фондом «Старость в радость» и помогает в организации поздравительных мероприятий для домов престарелых Ростова и Ростовской области. Частный театр «Человек в кубе» стал первым театром в Ростове-на-Дону, созданным на частной основе, после долгого периода застоя в данном сегменте культуры города.
В ноябре 2015 года после семи лет работы на дружественных площадках театр «Человек в кубе» открыл собственное театральное пространство на центральной улице города по адресу ул. Большая Садовая, 66.

## Известные постановки
- «За закрытыми дверями» (по пьесе Жана-Поля Сартра)[1]
- «Чудная баба» (по пьесе Нины Садур)[2]
- «Черная курица» (моноспектакль по сказке Антония Погорельского)
- «Жизнь господина де Мольера» (по одноимённому роману М. Булгакова, первая часть тетралогии «Спектакль О…»)[3]
- «Пушкин» (вторая часть тетралогии «Спектакль О…»)[4]
- «Льюис Кэрролл» (третья часть тетралогии «Спектакль О…») инсценировка В. Василенко, К. Рындина
- «Три высокие женщины» (по одноимённой пьесе Эдварда Олби)
- «Гоголь (13 снов)» (завершающая часть тетралогии «Спектакль О…»), премьера спектакля состоялась 26 марта 2016
- «Человеческий голос» (за основу взяты три монопьесы Жана Кокто)
- «Поэма без героя» спектакль поставлен по одноимённому произведению Анны Ахматовой.
- «Повесть о Сонечке» спектакль поставлен по одноимённой повести Марины Цветаевой.

## Творческая мастерская
При театре «Человек в кубе» работает и развивается проект «Творческая мастерская» — ряд мастер-классов и тренингов, направленных на раскрепощение человека, развитие навыков общения с окружающими людьми, умение выступать перед аудиторией. Также, в течение учебного года театр работает с группами студентов по актёрскому мастерству, хореографии и музыкальному направлению. Театр приглашает в качестве педагогов актёров, режиссёров, драматургов, художников, преподавателей пантомимы, речи, танца и вокала.

## Труппа
| - Рындина Катерина Владимировна — худ. руководитель, главный режиссёр. - Василенко Валерия Вадимовна — актриса, сценарист. - Клочкова Мария Николаевна — актриса. - Кривонос Анна Александровна — актриса, хореограф. - Щипакина Анна — актриса, хореограф. - Журавлева Елена Евгеньевна — актриса. - Богменко Евгения Андреевна — звукорежиссёр. - Воробьева Наталья Игоревна — композитор. - Тенчурина Рената Руслановна — художник, сценограф. | - Рындина Катерина Владимировна — худ. руководитель, главный режиссёр. - Василенко Валерия Вадимовна — актриса, сценарист. - Кривонос Анна Александровна — актриса, хореограф. - Щипакина Анна — актриса, хореограф. - Кидалова Юлия — актриса. - Аскарова Наталья — актриса. - Агуреева Майя — звукорежиссёр. - Воробьева Наталья Игоревна — композитор. |

## Приммечания
1. ↑  Серебрякова Е. Театр это живая вещь Архивная копия от 2 июля 2014 на Wayback Machine // Новая газета. — 2013. — 27 марта.
2. ↑  Лупинина Е. «Чудная баба» Архивная копия от 17 июля 2014 на Wayback Machine // Городской репортёр. — 2012. — 5 марта.
3. ↑  Некрасова В. Живой Мольер Архивная копия от 14 июля 2014 на Wayback Machine // Городской репортёр. — 2013. — 15 апр.
4. ↑  Панкова М. Катерина Рындина: «В Ростове-на-Дону нет традиционного театра» Архивная копия от 14 июля 2014 на Wayback Machine // rnd.urpur.ru. — 2012. — 16 мая.